# 名古屋漆器
名古屋漆器（なごやしっき）は愛知県名古屋市で生産される漆器である。

## 概要
古紙を幾重にも貼り付け下地を施して漆が塗られ、蒔絵も用いる。宝永年間に飛来一閑によって伝えられたとされており、一閑張が本製品の特徴であるとされる。文庫や小箱といった小物が多く生産されたが、仏壇仏具も作られている。
明治38年に県下では359戸の漆工場が存在した。大正15年に黒田忠譲により硬質漆器が作られ、以降多くは輸出された。その額は大正8年当時で約60万円に達していた。